# Klokanka žlutavá

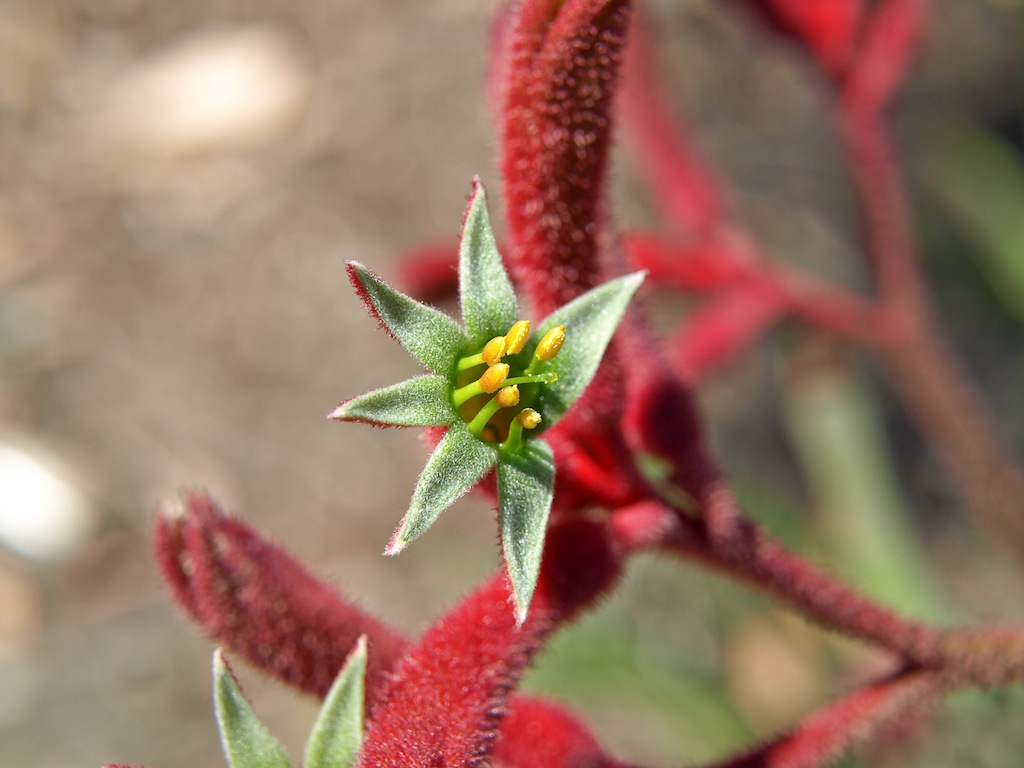
Detail květu „klokaní tlapky“

Klokanka žlutavá (Anigozanthos flavidus), česky též rozvitec žlutavý, je jedním z často pěstovaných druhů rodu klokanka, který bývá pro své zvláštně tvarované květy nazýván „klokaní tlapka“.

## Výskyt
Je rostlinou která (stejně jako dalších 10 druhů klokanky) pochází ze Západní Austrálie kde se také jedině vyskytuje ve volné přírodě, nejčastěji v místech s obdobím častých dešťových srážek. Na kvalitu půdy není náročný, vyrůstá v písčité i hlinité a dokonce mu nevadí, na rozdíl od ostatních druhů, ani občasné silné zamokření. Často roste i v dosahu odvodňovacích kanálů a řek nebo na okrajích mokřadů. Toleruje lehký stín, vyskytuje se i v řídkých eukalyptových lesích. Je rostlinou dlouhověkou, na jednom místě roste i po dobu 30 let.
Může se pěstovat jak na zahradě, tak i v květináčích na balkonech, nutno ho však chránit před mrazem. Je mrazuvzdorný jen částečně, bez úhony snese občasný přízemní mrazík. V poslední době je vysazován v zahradách se subtropickým klimatem na mnoha místech i mimo Austrálii, kde však pro správné kvetení žádá stanoviště s dostatkem slunečního svitu.

## Popis

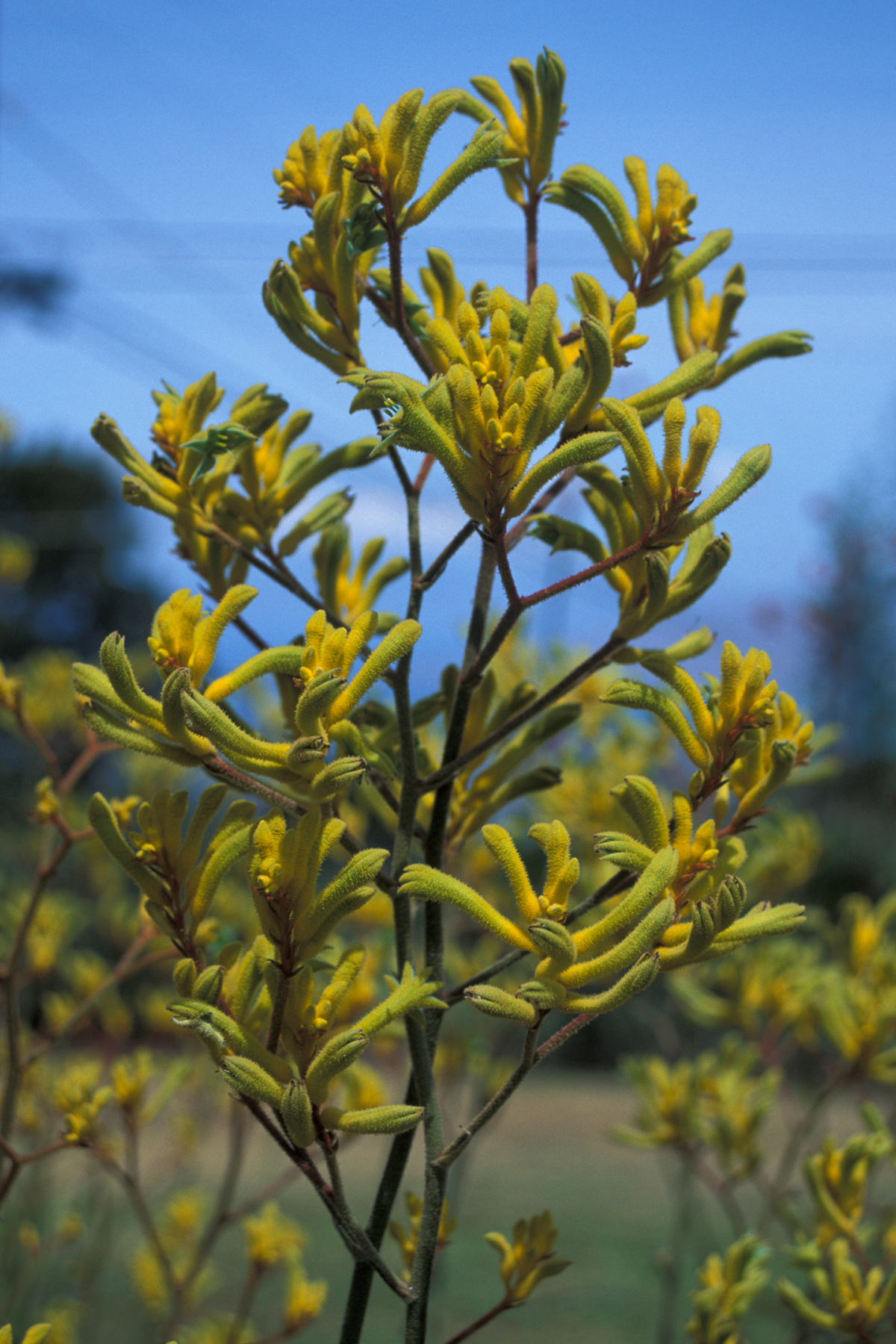
Nakvétající květy

Vytrvalá trsnatá rostlina s plochými, vzpřímenými nebo vyklenutými bazálními kožovitými bezřapíkatými listy vyrůstajícími z pochvy s volnými okraji. Listy paralelně žilkované se na obou koncích zužují a vyrůstají do délky 35 až 100 cm a mívají šířku od 1 do 3 cm. Vyrůstají ve shlucích majících v průměru až 2 m z krátkého vodorovného kmínku (oddenku) zakončeného tuhými kořeny. Oddenek, na povrchu výrazně červený, je ukryt poměrně hluboko pod zemí, je takto chráněn před požárem i suchem a rostlina z něho může znovu obrazit. Jednoduchý nebo rozvětvený květný stvol dorůstá do výšky 1 až 2 m, výjimečně i 3 m, a je zakončen květy seskupenými do květenství jednostranného hroznu. Stvolů může být v trsu i 10 a květů až 350.
Trubkovité oboupohlavné zygomorfní květy mají šest vespod srostlých, špičatých, rovných nebo srpovitých laločnatých okvětních lístků dlouhých 30 až 45 mm které vyrůstají v jednom přeslenu. Horní část stvolu, okvětí i listeny jsou hustě porostlé krátkými barevnými sametovými chloupky které ovlivňují celkovou barvu květů a při styku s pokožkou působí některým lidem alergii, bývají barvy nejčastěji zelenožluté nebo žluté, méně často načervenalé a zřídka růžové. Šest zahnutých tyčinek vyrůstajících naproti okvětním lalokům je s nimi částečně srostlých a jejich nitky jsou zakončeny podélně se otvírajícími prašníky. Z třídílného semeníku vyrůstá dlouhá zakřivená čnělka o délce 30 až 40 mm s kulovitou bliznou.

## Opylování
Rozkvétají v počátku australského léta, od listopadu do února. Květy obsahují hodně nektaru který je produkován žlázkami ze synkarpního gynecea srostlého ze tří plodolistů. Mimo létavého hmyzu na ně zalétávají především ptáci (tzv. medosavky), kteří jsou na sání nektaru z květů specializování. Popráší si přitom peří na hlavě pylem který dále zanášejí do jiných květů. Po opylení zhruba do tři měsíců dozrají plody, což jsou třídílné tobolky obsahující malá šedá, hnědá nebo černá bezkřídlá semena. Po odkvětu a uzrání semen nastává pro rostlinu období klidu, listy do počátku příštího jara zasychají.

## Využití
Klokanka žlutavá je pro svůj atraktivní vzhled žádána jako ozdobná rostlina zahrad a navíc pro dlouho trvanlivost květů (několik týdnů) i jako řezaná květina. Přestože není ve volné přírodě přímo ohrožen vyhubením, nelze jej bez povolení trhat nebo přesazovat.
Tento odolný druh, nenáchylný k plísňovitým onemocněním, bývá ve specializovaných zahradnictvích pěstován na velkých plochách. Množí se poměrně snadno semeny vysetými do vlhkého, propustného substrátu. Po odkvětu lze také rozdělit trs nebo rozřezat oddenky na části ve kterých musí být alespoň jeden pupen. Bývá často základem pro křížení s jinými druhy klokanky s cílem získat nové variety s ještě líbivějšími a trvanlivějšími květy.